# 圣诞堂
圣诞堂是中国武汉现存古老的基督教堂建筑之一，历史悠久，位于武昌区湖北中医药大学校园内，目前用作俱乐部礼堂。
圣诞堂兴建于1871年，位于美国圣公会在武昌昙华林街开设的文华书院校园内（以后成为华中大学校园）。仿古希腊神庙风格，周边环以柱廊。
1958年实行联合礼拜，圣诞堂关闭，房屋归属学校。2003年列为武汉市优秀历史建筑。
2023年12月6日，被评为第六批武汉市文物保护单位。